# Павло-Мар'янівка
Павло-Мар'я́нівка —  село в Україні, у Снігурівській міській громаді Баштанського району Миколаївської області. Населення становить 564 осіб. 
17 липня 2020 року, в результаті адміністративно-територіальної реформи та ліквідації Снігурівського району, село увійшло до складу Баштанського району.
Через село пролягає залізнична лінія Апостолове — Снігурівка, на якій розташована лінійна залізнична станція Туркули Херсонської дирекції Одеської залізниці.

## Населення

### Мова
Розподіл населення за рідною мовою за даними перепису 2001 року:
| Мова       | Кількість | Відсоток |
| ---------- | --------- | -------- |
| українська | 512       | 90.78%   |
| російська  | 45        | 7.98%    |
| вірменська | 6         | 1.06%    |
| румунська  | 1         | 0.18%    |
| Усього     | 564       | 100%     |